# Neuroligine
Les neuroligines (NLGN) sont des protéines d'adhésion synaptiques de type I-like présentes dans le système nerveux de nombreux animaux. Elles sont depuis quelques années l'objet de recherches dans le cadre de la psychopathologie de l'autisme et du retard mental à travers le rôle qu'elles peuvent jouer dans l'ontogénèse et la fonctionnalité du cerveau. Elle a également été mise en cause dans le syndrome de l'X fragile[réf. nécessaire].

## Structure protéique

### Structure primaire
Les neuroligines ont une taille variable suivant le résultat de l'épissage alternatif allant d'une centaine à plus de 1000 acides aminés.
Elles ont pour point commun :
- d'être munies d'un court domaine intracellulaire C-terminal de type "PDZ-binding protein"(Site de liaison potentiel aux protéines de la densité post-synaptique) ;
- elles sont une fois transmembranaire
- et ont un large domaine extracellulaire N-terminal composé d'une séquence homologue acétylcholine-estérase (bien qu'elle ne présente pas d'activité). Elle peut être modifiée par épissage alternatif au niveau d'un site d'épissage alternatif A, voir 2 avec un site additionnel B pour la neuroligine 1.

## Génétique
Chez l'Homo sapiens, il existe 5 types de NLGN différentes appelées NLGN1, NLGN2, NLGN3, NLGN4X et NLGN5 (ou NLGN4Y) chacune produites par des gènes différents.

## Physiologie

### Expression
Dans le système nerveux centrale NLGN1 est principalement présente dans les synapses Glutamatergique (excitatrice) et NLGN2 est présente dans les synapses Gabaergique (Inhibitrice).
Les NLGN sont des protéines postsynaptique avec comme partenaire présynaptique, les neurexines.

## Exemples d'espèces exprimant des neuroligines
De nombreuses espèces (au moins 39 recensées à ce jour sur NCBI/protein, avril 2013) expriment les neuroligines :
- insectes :
  - drosophile,
  - Culex quinquefasciatus (moustique),
  - Pediculus humanus corporis (pou de l'humain),
  - Apis mellifera (abeille à miel),
- ascidies :
  - Ciona savignyi (en),
- Mollusques :
  - Aplysia californica (aplysie),
- Champignons :
  - Aspergillus oryzae RIB40
- Poissons :
  - Poisson zèbre,
  - Gasterosteus aculeatus (épinoche),
  - Oryzias latipes (médaka),
  - Takifugu rubripes (fugu),
  - Tetraodon nigroviridis
- Mammifères :
  - Homo sapiens,
  - Rattus norvegicus (rat),
  - Mus musculus (souris),
  - Bos taurus (bovins),
  - Pan troglodytes (chimpanzé),
  - Macaca mulatta (Macaque rhésus),
  - Monodelphis domestica (opposum gris),
  - Oryctolagus cuniculus (Lapin de garenne)
- Oiseaux :
  - Gallus gallus (coq),
- Amphibiens :
  - Xenopus (Silurana) tropicalis (grenouille)

## Sources, notes et références
1. ↑  (en) « Liste des protéines orthologues NLGN1 humaines sur OMA », sur Oma browser (consulté le 2 mai 2013)
2. ↑  (en)« Liste des protéines orthologues NLGN2 humaines sur OMA », sur Oma browser (consulté le 2 mai 2013)
3. ↑  (en)« Liste des protéines orthologues NLGN3 sur OMA », sur Oma browser (consulté le 2 mai 2013)
4. ↑  (en) Fabrichny IP, Leone P, Sulzenbacher G, Comoletti D, Miller MT, Taylor P, Bourne Y, Marchot P, « Structural analysis of the synaptic protein neuroligin and its beta-neurexin complex: determinants for folding and cell adhesion », Neuron, vol. 56, no 6,‎ décembre 2007, p. 979–91 (PMID 18093521, PMCID 2703725, DOI 10.1016/j.neuron.2007.11.013)
5. ↑  (en) « Liste des protéines orthologues NLGN4X sur OMA », sur Oma browser (consulté le 2 mai 2013)
6. ↑  (en)« Liste des protéines orthologues NLGN4Y sur OMA », sur Oma browser (consulté le 2 mai 2013)
7. ↑  (en)« neuroligin-4, Y-linked isoform 1 precursor [Homo sapiens] », sur NCBI (consulté le 2 mai 2013)
8. ↑  (en) Ann Marie Craig, Yunhee Kang, « Neurexin–neuroligin signaling in synapse development », Curr Opin Neurobiol., vol. 17, no 1,‎ février 2007, p. 43-52 (PMID 17275284, PMCID 2820508, DOI 10.1016/j.conb.2007.01.011)
9. ↑  (en) « Recherche "Neuroligine" NCBI Protein », NLM, 2013 (consulté le 1er mai 2013)